# Agrilus acoenonoetus
Agrilus acoenonoetus é uma espécie de inseto do género Agrilus, família Buprestidae, ordem Coleoptera.
Foi descrita cientificamente por Curletti & Goergen em 2011.